# Oakwood Memorial Park Cemetery
Oakwood Memorial Park Cemetery är en kyrkogård belägen i Chatsworth, Kalifornien. Kyrkogården invigdes 1924 och  ett antal framstående artister som Fred Astaire, Ginger Rogers, Gloria Grahame och Stephen Boyd är begravda där. 

## Kända begravda personer i urval
- Adele Astaire (1897–1981), skådespelare, dansare
- Fred Astaire (1899–1987), skådespelare, sångare, dansare
- Dehl Berti (1921–1991), skådespelare
- Stephen Boyd (1928–1977), skådespelare
- Scott Bradley (1891-1977), kompositör
- Gloria Grahame (1923–1981), skådespelare
- Adele Jergens (1917–2002), skådespelare
- Floyd Roberts (1900–1939),  racerförare, vinnare av Indianapolis 500
- Ginger Rogers (1911–1995), skådespelare, sångare, dansare
- Gregory Walcott (1928–2015), skådespelare